# Tambinia languida
Tambinia languida är en insektsart som beskrevs av Stsl 1859. Tambinia languida ingår i släktet Tambinia och familjen Tropiduchidae. Inga underarter finns listade i Catalogue of Life.